# Акула (подводная лодка, 1909)
«Аку́ла» — российская средняя подводная лодка, построенная на Балтийском заводе в 1906—1910 годах по проекту, разработанному в 1905 году И. Г. Бубновым и являвшемуся развитием проекта «Касатка».

## История
После Русско-Японской войны Главный морской штаб принял решение о необходимости создания двух типов подводных лодок: водоизмещением 100—150 тонн для патрулирования у берега и 350—400 тонн для действий в открытом море. Главной претензией к «Касаткам» было их вооружение, состоящие только из внешних решётчатых аппаратов системы Джевецкого. И. Г. Бубнов разработал два проекта: малый получил название «Минога», большой — «Акула». Обе лодки считались Морским техническим комитетом (МТК) «опытными, постройка которых должна послужить к самостоятельному развитию отечественного подводного строительства». 3 мая 1905 года проект «Акулы» был утверждён на заседании МТК. Проект предусматривал оснащение лодки двумя бензиновыми двигателями по 600 л. с. 25 сентября И. Бубнов направил главному инспектору кораблестроения докладную записку, в которой предлагал в связи с высокой взрывоопасностью бензиновых двигателей заменить их дизельными. Для сохранения проектной скорости предлагалось уменьшить ширину лодки и отказаться от деревянной обшивки. Предложения были приняты, и с началом финансирования проект ушёл в строительство. 
Лодка была заложена на Балтийском заводе в декабре 1906 года, спущена на воду 22 августа 1909 года, после чего прошла предварительные испытания у Бьёркских островов. С мая по июль 1910 года в кронштадтском доке «Акулу» дорабатывали в соответствии с замечаниями. 15 ноября 1910 года вышла из Санкт-Петербурга в Ревель для прохождения сдаточных испытаний, однако при следовании Морским каналом врезалась в затопленное судно, повредив вертикальный руль и винты. В Ревеле встала на длительный ремонт, и испытания прошла только в сентябре 1911 года. Лодка показала скорость существенно меньшую проектной, но тем не менее была принята в состав Русского флота.
Во время Первой мировой войны «Акула» совершила 16 боевых походов, участвовала в постановке минных заграждений. После неудачи первого похода, когда лодка бесцельно простояла в ожидании кораблей противника на назначенной ей позиции, её экипаж первым из российских подводных лодок применил тактику поиска цели в море вместо ожидания цели на фиксированной позиции. В своём пятом походе 25—27 августа 1914 года «Акула» обнаружила у острова Готска-Сандён германский лёгкий крейсер «Амазоне» в охранении эсминцев и произвела неудачную торпедную атаку; заметив след от торпед, германский отряд изменил курс и спешно покинул этот район. 22 октября 1914 года «Акула» потопила немецкий транспорт в Данцигской бухте. 17 декабря 1914 года у Готланда атаковала лёгкий крейсер «Аугсбург» 2 торпедами, вновь промахнувшись. В 1914 году «Акула» была единственной русской подводной лодкой Балтийского флота, атаковавшей корабли противника торпедами. 8 мая 1915 года «Акула» с дистанции 5—6 кабельтовых произвела 4-торпедный залп по германскому броненосцу береговой обороны «Беовульф», который, заметив торпеды, сумел уклониться от них.
По данным исследователя Н. Н. Демьяненко, если атаки «Акулы» на «Амазон» и «Аугсбург» подтверждаются, то атака «Беовульфа» — нет. Потопление немецкого транспорта 22 октября 1914 года также не достоверно, видимо, речь идёт о неудачной атаке парохода в Данцигской бухте 22 ноября того же года. Зато оказалась упущена атака на немецкую подводную лодку 4 июля 1915 года. Таким образом, достоверно потопленных «Акулой» судов нет.
14 (27) ноября 1915 года лодка вышла в свой 17-й боевой поход с целью минной постановки у Мемеля. 15 (28) ноября 1915 года связь с ней прекратилась, лодка пропала без вести. Предполагалось, что лодка погибла во время шторма, потеряв остойчивость из-за расположенных на палубе мин. Также рассматривалась версия о гибели на морской мине. 

### Обнаружение подводной лодки
В выходные дни, 21—22 июня 2014 года, поисковики водолазного судна Deep Explorer обнаружили у берегов эстонского острова Хийумаа на глубине 30 метров остов затонувшей русской субмарины «Акула». 29 июня 2014 года на левой стороне кормовой части обнаружена чёткая, хорошо сохранившаяся надпись «Акула».
По результатам этой экспедиции 29 июня 2014 года была установлена истинная причина гибели лодки: подрыв носом на дрейфующей мине во время перехода в надводном положении. Нос лодки оторван и лежит в 20 метрах за кормой, надводный компас на рабочей позиции, перископы убраны, на носовой части лодки видны следы воздействия взрыва с наружной стороны. Лодка лежит по направлению из Финского залива. Рядом с лодкой на дне обнаружены 4 мины, которые она перевозила на палубе.
В 2019 году в ходе погружения была отснята трёхмерная модель затопленной субмарины.
- Рубка подводной лодки
- Водолазное судно Deep Explorer готовится к выходу в район поиска, 16 июня 2014 года

## Конструкция
«Акула», как и последовавшие за ней серии ПЛ типа «Морж» и «Барс», была увеличенной копией «Касатки», и относилась к подводным лодкам так называемого «русского типа», характеризовавшимся общими достоинствами и недостатками: однокорпусная, с основным балластом в оконечностях лодки; отсутствие водонепроницаемых переборок, что сильно снижало живучесть, но улучшало управление кораблём; большое время погружения — 3-3,5 минут; не совсем удачные обводы корпуса; очень мощное вооружение за счёт решётчатых торпедных аппаратов.
- Внутри подводной лодки "Акула". Машинное отделение
- Внутри подводной лодки "Акула". Машинное отделение, дизельный двигатель
- Внутри подводной лодки "Акула". Носовая часть лодки. Справа электрическая кухня

### Силовая установка
3 дизеля по 300 л. с. работавшие на отдельный вал каждый. Средний дизель соединялся с единственным электродвигателем в 300 л. с.

### Размещение экипажа
Экипаж размещался в носовом отделении над аккумуляторной ямой, настил которой служил верхней палубой, на которой крепились рундуки команды; офицерские каюты и кают-компания располагались перед рубкой.

## Вооружение
Первоначально вооружение (в проекте) состояло из трубчатых торпедных аппаратов по два в корме и два в носу располагавшихся близко к корпусу (что делало невозможным перезарядку в подводном положении из за рулевых горизонтальных рулей), а также из четырех труб для хранения запасных торпед по два между торпедными аппаратами (45 см ниже аппаратов). Но во время начальных этапов строительства добавили 4 решётчатых торпедных аппарата на палубе. В 1915 году установили 47 мм орудие и два пулемета.

## Сравнительная оценка
«Акула» на момент строительства была лучшей, но долгое проектирование реверсивного устройства для двигателей остановило вход в строй до 1909 года (дальнейшие испытания и исправления некоторых проблем задержали прием в казну до 1911 года).

## Командиры
- 1914—1915 годы — капитан 2-го ранга С. Н. Власьев
- с 8.02.1915 года — капитан 2-го ранга Н. А. Гудим (погиб вместе с кораблём)

## Память
- 3 декабря 2014 года Указом министра культуры Эстонии Урве Тийдус останки подводной лодки признаны историческим объектом морской археологии международного значения и взяты под охрану государства[9].
- 28 ноября 2015 года (в 100-летнюю дату гибели подводной лодки) в эстонском городе Палдиски, в храме Преподобного Сергия Радонежского, в присутствии представителей Посольства России в Эстонии, была торжественно открыта мемориальная доска со списком погибшего экипажа подводной лодки «Акула».